# Paramount Comedy
Paramount Comedy war ein privater Fernsehsender und ein Tochtersender von Paramount Global mit dem Hauptfokus auf der Sparte Unterhaltung. In Russland sendete Paramount Comedy ab dem 1. April 2012 und mit durchgängigen 24-h-Programm. Ab dem 14. Mai 2014 war der Sender der einzige Comedy-Ableger von Viacom unter dem Namen Paramount Comedy, die meisten internationalen Versionen wurden nach und nach in Comedy Central umbenannt. Der zuvor in Russland und Nachfolgestaaten der Sowjetunion ausgestrahlter Ableger wurde im April 2022 eingestellt. Grund war der Rückzug Paramounts wegen der Russischen Invasion in der Ukraine.

## Paramount Comedy UK & Ireland
Paramount Comedy wurde via Bezahlfernsehen verbreitet und zeigte zumeist Archivware; Fernsehserien machen dabei den Großteil des Programms aus.

### Paramount Comedy 1
In England startete am 1. November 1995 der Sender unter dem Namen  The Paramount Channel und sendete als Programmblock auf Nickelodeon UK. Zu Beginn bestand das Programm sowohl aus Comedy- als auch aus Drama-Sendungen, man zeigte zudem Filme von Paramount Pictures.
Am 1. September 1997 wurde der Sender in Paramount Comedy Channel umbenannt und konzentrierte sich von nun an nur auf Comedy-Serien. In Folge der Expansion von British Sky Broadcasting wurde der Sender eigenständig und war fortan 24 Stunden am Tag zu sehen. Am 1. Juli 2002 folgte die Umbenennung in Paramount Comedy , mit Sendestart von Paramount Comedy 2 die Umbenennung in Paramount Comedy 1. Am 6. April 2009 wurde der Sender zu Comedy Central UK & Ireland.

### Paramount Comedy 2
In England startete am 1. September 2003 der Sender. Vorerst war der Sender eine TimeShift-Version von Paramount Comedy 1.
2004 wurde die alte Programmstruktur von Paramount Comedy 1 übernommen. Am 6. April 2009 um 21:00 Uhr wurde der Sender in Comedy Central Extra umbenannt.

### Paramount Comedy 1 +1, Paramount Comedy 2 +1
Nachdem Paramount Comedy 2 eigenes Programm ausstrahlte, startete man 2004 eine +1-Version von Paramount Comedy 1. Dort lief das Programm des Senders um eine Stunde versetzt. Am 5. November 2007 startete eine +1-Version von Paramount Comedy 2. Auch die TimeShift-Versionen wurden am 6. April 2009 in Comedy Central +1 bzw. Comedy Central Extra +1 umbenannt.

### Situation in Irland
Während Paramount Comedy 1 ab dem 9. Mai 2004 auch in Irland, jedoch mit irischen Einblendungen, ausgestrahlt wurde, gab es zu keinem Zeitpunkt eine irische Version von Paramount Comedy 2. Neben Comedy Central existiert heute auch eine irische Version von Comedy Central +1, Comedy Central Extra und Comedy Central Extra +1 sind allerdings weiterhin nur in Großbritannien empfangbar.

## Paramount Comedy im weiteren Europa
Vom 1. Dezember 2004 an existierte in Italien, auf einer gemeinsamen Frequenz mit dem Schwestersender Nickelodeon von 20:00–6:00 Uhr, Paramount Comedy. Am 1. Mai 2007 wurde der Sender dann durch Comedy Central ersetzt.
In Spanien existierte vom 1. März 1999 bis zum 14. Mai 2014 ein Ableger von Paramount Comedy. Dort wird seitdem ebenfalls als Comedy Central gesendet.
Berichten zufolge wollte Viacom den Musiksender VIVA Plus zum 15. Januar 2007 in Paramount Comedy umwandeln. Jedoch entschied man sich für Comedy Central, welches bisher nur in den USA und in Polen betrieben wurde.

## Logos von Paramount Comedy

Logo von Paramount Comedy España (2005–2009) und Italia (2004–2007)
Letztes Logo des Senders Paramount Comedy 1 UK
Letztes Logo des Senders Paramount Comedy 2 UK
Letztes Logo von Paramount Comedy España; Logo des eingestellten Ablegers Paramount Comedy Россия